# المعرم (أسلم)

تعديل مصدري - تعديل

المعرم هي إحدى قرى عزلة أسلم اليمن بمديرية أسلم التابعة لمحافظة حجة، بلغ تعداد سكانها 283 نسمة حسب تعداد اليمن لعام 2004.